# ヘル朝鮮
ヘル朝鮮（ヘルちょうせん / ヘルチョソン、朝: 헬조선）とは、英語で地獄を意味する「ヘル（Hell）」と朝鮮を組み合わせた造語で、韓国の主に1970年代後半から1990年代前半の間に生まれた世代の韓国国民が、受験戦争と学歴差別の激化や若者失業率の増加、貧富の格差（経済的不平等）拡大、自殺率の高さなど、韓国社会の生きづらさを「地獄のような朝鮮」と自嘲して表現したスラングである。韓国ではなく「朝鮮」という言葉を使用することにより、李氏朝鮮のような前近代的で非合理な国という意味も含んでいる。2015年にSNSから広がり、その後メディアや文化人も頻繁に言及して、流行語となった。
同様のスラングとして「地獄火半島（지옥불반도 / 地獄불半島、チオクプルバンド、じごくひはんとう）」も流行した。

## 概要
この言葉の流行の背景には、韓国の超競争社会による雇用不安と、縁故資本主義採用がはびこる、不公正な就職採用状況がある。韓国では過酷な受験競争を経て大学を出てもすぐ就職できないことは珍しくなく、2014年時点で20代の就業率は57.4%だった。高学歴層の就職競争は特に熾烈である。反面、富裕層やエリート官僚による縁故採用がなくならず、政治的なスキャンダルにもなっている。結局、カネもコネも無い「第三身分」は勤勉に努力したところで安定したキャリアデザインを描けないという不条理な現実に対する憤りが、自国を否定する「ヘル朝鮮」という言葉への若者たちの共感を生んだ。
韓国の若年層の高い失業率や過酷な受験戦争、富裕層やエリート官僚による縁故採用も跋扈しているため、日本など国外に就職先を求める若者も増えてきている。韓国貿易協会東京支部が2014から2017年までに日本に就職した韓国の若年層を対象に実施したアンケートで、回答者の57.8％が日本の職場に満足又は非常に満足と答えた。「知人に日本への就職を勧めたい」と答えた比率は84.5％に上った。中央日報によると、韓国就職ポータルが成人韓国人対象に実施したアンケートで「韓国はヘル朝鮮」という言葉に62.7％が共感と答え、移民を考えたことが「ある」との回答も54.3％に達した。産経新聞は中央日報の記事からヘル朝鮮から脱出するために日本への就職を希望する韓国の若者は増える可能性を指摘している。2019年12月にはハンギョレによると19〜59歳の5000人調査から、19～34歳の若年層の8割は韓国社会をヘル朝鮮と評価し、7割5分は韓国から他国へ移民したいと答えた。一方、35～59歳の中年層では、韓国社会をヘル朝鮮だと考える人は6割4分、韓国から移民したいと答えた人は6割5分だった。

## 誕生の経緯
この言葉の初出は明らかでないが、遅くとも2012年9月には、インターネット上に現れている。ただしその頃は、現代の大韓民国が過去の李氏朝鮮の後進ぶりをあげつらう意味合いで使われており、後に意味合いが変化した。この若い世代の「ヘル朝鮮」観は、上の年代から理解を得ているとは言い難い。彼らが若かった時代は、まだ今日ほど就職・労働環境が厳しくなく、あるいは韓国社会で生きることを「運命」と受け入れ、自分への暴力的な扱いも「妻子のため」を思えば耐えることが出来たからだ。とはいえ「ヘル朝鮮」という悲観的な言葉の独り歩きに警鐘を鳴らす識者・文化人も出ており、当時の大統領朴槿恵は9月に、大統領府青瓦台で開かれた主席秘書官会議で「行き過ぎた悲観と批判を脱し、経済体質を変えて第2の跳躍を実現しなければならない」と発言した。
2016年2月1日、韓国KBSは、アメリカ合衆国のワシントンポストで「韓国の若者は自国を『ヘル朝鮮（地獄の大韓民国）』と呼び、脱出口を探している」と取り上げられたことを報じた。また『AERA　2016年3月7日号』は、2015年から「ヘル朝鮮」現象がTwitter上に現れていると報じた。2016年11月7日、ハンギョレは崔順実ゲート事件の記事で、「ヘル朝鮮」と呼ばれる絶望的な社会を生きてきた若者たちが、急速に朴槿恵大統領に背を向けていると評した。

### 脱朝鮮
中央日報やハンギョレなど韓国メディア、朝日、読売、産経など日本メディアによるとヘル朝鮮（ヘルチョソン）という言葉へ若い世代の韓国人からの共感が増加していることについて、韓国社会で輸出大企業の職員や公務員になれなかった者、稼ぎのいい両親を持った人生でなかった者の身分が固定化されている社会への不安と不満が現れているとされている。
人生逆転のために公務員試験、特に9級公務員（日本の一般職試験（高卒者）、旧III種に相当）にソウル大学卒業者までも受験するなど人気が高まっている。青年失業と社会不安が深刻化していて、身分社会だった朝鮮王朝時代のようだと意味している。ハンギョレや読売新聞によると20代の韓国人の7割、就活中の8割が韓国から他国への移住することが「脱朝鮮」と呼んで希望していることを報道した。
ハンギョレは「脱朝鮮」と呼ばれ、相次ぐ若者の韓国脱出に関する調査結果をおこなった。ハンギョレの調査結果から、就職難だけでなく、学歴や性別などによる差別、競争・序列社会、経済的な不平等に対する不満を中心に脆弱な福祉制度、低賃金、劣悪な労働環境など韓国社会全般に対する不信感を若者が示していると分析した。読売新聞の前ソウル支局長は日本でアルバイトしている韓国人留学生らの話を聞いて、「脱朝鮮した韓国の若者達が、日本に定着する日も遠くないだろう。」と推測している。

## 使用例
在日韓国人でライターの慎武宏は、ヘル朝鮮という言葉への共感が20代の90.7％、30代の90.6％だったこと、成人の70.8％が「チャンスがあれば海外へ移住する意向がある」と答える韓国の状況は深刻だと警告している。韓国の合計特殊出生率は2005年に過去最低の1.09を記録し、翌2006年にオックスフォード人口問題研究所が「地球上で真っ先に消え去る国は韓国」と指摘したことから少子化問題にも繋がっているとしている。なお、2006年以降若干の回復傾向にあった韓国の合計特殊出生率は文在寅政権発足以降急落しており、2017年に1.05と12年ぶりに最低値を更新、さらに2021年には0.81と世界でも突出して低い数値となっており、「超少子化」と言うべき状況になっている。
韓国保健研究院が、2018年7月5日に発表した「少子高齢化への意識調査」で「韓国の子供たちは不幸だ」と52％が答え、若者層では66％だったことを慎は「自国を“ヘル朝鮮”と揶揄する韓国の若者たちの中には、自分と同じ辛い思いをさせたくないと考えている人もいるのかもしれない」と主張している。
中央日報によると、成人後に借金してパン屋やチキン屋など自営業を起こした者たちの約50%は3年も持たず、粉骨砕身しても月100万ウォン（約10万円）も稼げない人が大半であり、平均1億2000万ウォン（約1200万円）の負債がある。日本の東京大学卒に匹敵するソウル大学卒でも就職率50％といわれる超就職氷河期にあり、出店コストが低い自営業を始める者の増加で、チキン屋の数はコンビニを超えた。
NEWSポストセブンは、日本国内で働く韓国人が「正社員かチキン店か」と自嘲するほど、就職競争が激しいことを報じている。女性雇用率も青年層雇用率同様に低く、就職活動競争や低賃金から在日同胞女性を頼って日本で派遣型風俗店で働く韓国人女性の問題に韓国政府も韓国世論も関心がすくないことに疑念を示した。
韓国貿易協会東京支部が、2017年に日本に3年以内に就職した青年層の韓国人を対象に実施したアンケートでは、回答者の57.8％が今の日本の職場に満足しているか非常に満足していると答えた。「知人に日本への就職を勧めたい」と答えた比率は84.5%だった。韓国就職ポータル「インクルート」が実施したアンケートでは「韓国はヘル朝鮮」という言葉に62.7％が共感すると答えた。また、海外への移民を考えたことが「ある」との回答も54.3％に達した。
産経新聞は、中央日報を引用して、日本への就職希望者の増加傾向と満足度から「ヘル朝鮮から抜け出そうと、日本を目指す若者が増えるかもしれない」としている。中央日報は人口2400万のうち24万人が平壌に居住するエリート層と労働党幹部など、体制の受恵層である「平壌共和国」を除いた北朝鮮の地こそ、「ヘル朝鮮」だと指摘している。
2019年1月28日、文在寅政権の大統領府経済補佐官・金顕哲がソウルで行った講演で、「就職できないから『ヘル朝鮮』だと言わず、ASEANを見れば『ハッピー朝鮮』だ」と発言し、世論から批判が殺到。翌29日に辞職した。